# 8Eight
8Eight (en hangul, 에이트) fue un trío musical surcoreano conformado por Lee Hyun, Baek Chan y Joo Hee. El 21 de diciembre de 2014, el grupo fue disuelto temporalmente porque los contratos de Baek Chan y Joo Hee con Big Hit Entertainment y Source Music habían terminado.

## Integrantes
- Lee Hyun (이현) – líder y vocalista
- Baek Chan (백찬) – sub vocalista y rapero
- Joo Hee (주희) – vocalista

## Discografía

### Álbumes de estudio
| Título                                                                                     | Detalles | Mejor posición | Ventas       |
| Título                                                                                     | Detalles | COR            | Ventas       |
| ------------------------------------------------------------------------------------------ | --- | -------------- | ------------ |
| The First                                                                                  | - Lanzamiento: 3 de septiembre de 2007 - Discográfica: Big Hit Entertainment - Formato: CD Ver listaLista de canciones 1. Forget Love and Sing (사랑을 잃고 난 노래하네) 2. Can I Love Again (사랑할 수 있을까) 3. Going Insane (미치다) 4. We Cannot Love (우린 사랑해선 안됩니다) 5. If Only One Day Is Left (나에게 하루밖에 없다면) (feat. V.O.S) 6. Come Back (돌아와줘) 7. Hearing My Memory (추억이 들린다) 8. Listen (들어요) (feat. Lim Jeong Hee & K.Will) 9. Between (사이) (feat. Sunye & Yeeun of Wonder Girls y Pdogg) 10. Love All Over the World (세상 가득 사랑을) | 19             | - COR: 3217+ |
| Infinity                                                                                   | - Lanzamirnto:18 de marzo de 2008 - Discográfica: Big Hit Entertainment - Formato: CD Ver listaLista de canciones 1. Let Me Go 2. I Love You 3. Sometin’ Sometin’ 4. One Love 5. Ask 6. In The Morning 7. She Be Here 8. Me, Ju Hee 9. One Step 10. Hanging Your Collar | —              | —            |
| Golden Age                                                                                 | - Lanzamiento: 10 de marzo de 2009 - Discográfica: Big Hit Entertainment - Formato: CD Ver listaLista de canciones 1. 잘가요 내사랑 2. 울고 싶어 우는 사람이 있겠어 3. 이제 슬픈 건 충분해 4. 마중 5. 내 삶의 빛 6. 불쌍한 해바라기 7. 참지마 8. Numbers 9. Can’t Stop 10. 사랑한다면서 11. 자유 12. Without A Heart (심장이 없어) | —              | —            |
| «–» indica que el lanzamiento no se posicionó en la lista o no se lanzó en ese territorio. | |                |              |

### EPs
| Título     | Detalles | Mejor posición | Ventas       |
| Título     | Detalles | COR            | Ventas       |
| ---------- | --- | -------------- | ------------ |
| The Bridge | - Lanzamiento: 11 de mayo de 2010 - Discográfica: Big Hit Entertainment - Formato(s): CD, descarga digital Ver listaCanciones 1. Intro : Love is going (사랑이 가도) 2. The End is Coming (이별이 온다) 3. Even if your face change (얼굴이 바껴도) 4. Star (feat. Changmin & Jinwoon of 2AM) 5. Availability Period (유효기간) 6. Outro : The Bridge | 62             | —            |
| 8Eight     | - Lanzamiento: 21 de junio de 2011 - Discográfica: Source Music - Formato(s): CD, descarga digital Ver listaCanciones 1. Covering your mouth (그 입술을 막아본다) 2. You're really great (그대는 정말 대단해요) 3. Even song can't cure sorrow (노래도 슬픔은 못 고치네) 4. U Make Me Feel Brand New 5. Dilemma                                       | 18             | - COR: 1031+ |

### Sencillos
- 2007: "I Can Hear the Memories" (추억이 들린다)
- 2008: «I Love You» (feat. Jessica)
- 2008: «Dala Song» (feat. Park Ki-young & Horan)
- 2009: «Goodbye My Love» (잘가요 내사랑)
- 2009: "No One Cries Because They Want To Date" (울고 싶어 우는 사람이 있겠어)
- 2010: «Availability Period» (유효기간)
- 2011: "You're Really Great" (그 입술을 막아본다)
- 2011: "And...Someday" (썸데이...그리고)
- 2014: "Let's Not Go Crazy" (미치지말자)

### Temas para Drama
- My Sweet Seoul tema para My Sweet Seoul (2008)
- One Person tema para A Thousand Days' Promise ( 2011)
- Greatest Love tema para Fashion King (2012)
- My Heartsore tema para A Gentleman’s Dignity (2012)
- Another Time, The Same Sky tema para Queen In Hyun's Man (2012)
- Dalkomhan Naui Dosi tema para My Sweet City (2008)

## Premios y nominaciones

### Mnet Asian Music Awards
| Año  | Categoría                    | Trabajo nominado     | Resultados |
| ---- | ---------------------------- | -------------------- | ---------- |
| 2009 | Best Mixed Gender Group      | «Without a Heart»    | Ganadores  |
| 2010 | Best Group Vocal Performance | «Farewell is Coming» | Nominados  |